# Prodysderina spinigera
Prodysderina spinigera là một loài nhện trong họ Oonopidae.
Loài này thuộc chi Prodysderina. Prodysderina spinigera được Eugène Simon miêu tả năm 1891.